# Pleopeltis appressa
Pleopeltis appressa är en stensöteväxtart som beskrevs av M. Kessler och A. R. Sm. Pleopeltis appressa ingår i släktet Pleopeltis och familjen Polypodiaceae. Inga underarter finns listade.